# テーブルトークRPGの道具
テーブルトークRPG（ロールプレイングゲーム）の道具（テーブルトークアールピージーのどうぐ）では、テーブルトークRPGのプレイに使われる道具について解説する。
テーブルトークRPGは卓上遊戯の一種であり、ボードゲームにおける「盤」や「コマ」、また、カードゲームにおける「カード」のように、遊ぶためにはいくつかの道具を必要とする。
ボードゲームやカードゲームはプレイに必要な道具類は同封されて販売されることが当然になっているが、テーブルトークRPGでは、ルールブックだけを販売しているものがあり、サイコロなどのプレイに必要な道具類は別途用意しなくてはならないことがある。

## 筆記用具
ほとんどのテーブルトークRPGは、筆記用具を必須とする。
テーブルゲームの多くが点数管理などもコマで行うことで筆記用具を廃している（麻雀の点棒などが代表的）ことから考えると、筆記用具の使用はテーブルトークRPGの特徴的な部分ともいえる。
テーブルトークRPGで筆記用具が必須なのは、プレイヤーキャラクターの能力値を書き留める必要があるためである。
筆記用具は書くことができれば何を使ってもいいが、ヒットポイントなどの数値はゲーム中に頻繁に変化するため、筆記用具はボールペンやサインペンよりも、鉛筆やシャープペンシルのように消しゴムで書き直せるものが奨められる。
一方、書き留める紙の方については、大抵のゲームで専用のフォーマットが用意されている。詳細はキャラクターシートの項目を参照。

## ダイス
多くのテーブルトークRPGでは、行為判定などでダイス（サイコロ）をランダマイザーとして使用している。ランダマイザーとは乱数決定装置のことである。もっとも代表的なランダマイザーはダイスであり、他にもルーレットなどもランダマイザーの一種である。
一般的にはダイスというと正六面体のダイス（以下、ダイスコードを使用して、D6と記述する。他のダイスも同様）のことを言うが、テーブルトークRPGではD6以外の多面体ダイスが使用されることも多い。必要なダイスの数もゲームによってさまざまで、一人につき十個以上のダイスが必要なものまである。
D6ならば普通の文房具店などでも購入できるが、それ以外の多面体ダイスは大型の玩具店かゲームショップにいかないとなかなか購入できない。日本製のテーブルトークRPGでは購入のしやすさからD6を使用しているのが多い。次いで十面体のダイス（D10）を使用するゲームが続く。　
D10を使用するゲームは、1〜10までの乱数でなく、1〜100までの乱数を発生させるためにD10を使用しているものも多い。D10を二個振って、片方の出目を10の位、もう一方の出目を1の位として1〜100までの乱数を抽出するのである。特殊なルールが存在しない限り、あらかじめ、10の位、1の位に割り当てるダイスを事前に決定しておかなければならない。
- D6を主に使用するゲーム - ソードワールドRPG、アリアンロッドRPG、アルシャード、ガープス、フォーチュンクエストTRPGなど
- D10を主に使用するゲーム - ルーンクエスト、ダブルクロス、ロードス島戦記RPG、真・女神転生RPGなど
- D20を主に使用するゲーム - ダンジョンズ&ドラゴンズ、ブレイド・オブ・アルカナなど

## カード
テーブルトークRPGではなんらかのカードを使用するものもある。カードを使うゲームには、そのゲーム専用のカードを使うものと、トランプを使うものがある。そのゲーム専用のカードを使う場合は基本的にはルールブックにカードが同封されて販売される（カードは書籍タイプのゲームにも付属させやすいというメリットがある）。トランプを使うゲームの場合は、多くのゲームが市販のトランプを別個用意することを前提にしている、
テーブルトークRPGでカードの使用方はさまざまなものがある。以下にいくつか代表的な使用方法を挙げる
ランダマイザーとして使用する
山札や手札からカードを引き、そのカードの内容をランダマイザーとして使用するというもの。
数しか決定できないダイスと違って、カードならさまざまな内容をランダムに決定することができる。たとえばモンスターのデータを書き込んだカードをランダムに引くことで、プレイヤーキャラクターが洞窟で遭遇した怪物が何なのかをすぐに決定できる。
トランプをランダマイザーに使うゲームもある。トランプはナンバーとスートの二種類の組み合わせがあるため、数しか求められないダイスよりも複雑な内容を求めることができる。トランプを行為判定に直接使うゲームとしては『トーキョーN◎VA』などが代表である。
プレイヤーキャラクターの能力として使用する
プレイヤーキャラクターが使用できる魔法や必殺技の内容が書かれたカードをプレイヤーは持っておく。そうすればいちいちキャラクターシートに能力を書き写す必要はなくなるし、それらの能力を使用するときにはルールブックを見返すことなくプレイヤーは手元のカードを参照するだけでいいので、ゲームの進行のスピードアップが図れる。
また、能力の使用回数などもカードで管理することができる。プレイヤーの手札として持っているカードと同じ枚数だけ能力が使用できるというルールにしておけば、能力を獲得したときはカードを手札としてプレイヤーに渡し、能力を使用すればプレイヤーはカードを手札から捨てる。こうすることで魔法や必殺技などの特殊能力の使用が直感的に行うことができる。このような方法論を使ったゲームとしては『ブルーローズ』や『トーグ』などがある。
情景描写に使用する
シナリオの情景描写の一環として、カードを使用するというものがある。
たとえば、『迷宮キングダム』ではモンスター、アイテム、トラップ、キャラクターなど、ゲーム中に遭遇するさまざまな状況をカードとしてプレイヤーの目の前に提出する形式が取られている。これにより、プレイヤーキャラクターが現在遭遇している状況を、言葉だけよりもはるかに明示的に示すことができる。
これとは逆に、状況をはっきりと言葉では表現せず暗示的に示すためにカードが使われることがある。顕著な例が『トーキョーN◎VA』で、シーン転換の際にタロットカードをめくって、これから起こるこのシーンの出来事を占いのように表現するという仕掛けがある。

## コマ、フィギュア
テーブルトークRPGでは、コマが使われることもある。
コマは、ダンジョンの中や戦闘シーンにおいて、自分のキャラクターの位置を示す用途等に使う。ホビーショップなどで販売されているポーンと呼ばれる市販のコマのほか、好みや状況に応じて、将棋の駒、ダイス、消しゴムの欠片、食玩、自販機フィギュアなどさまざまな小物をゲームのコマとして代用することもできる。雰囲気作りや敵味方・プレイヤーキャラクターの区別のために、テーブルトークRPGのゲーマーたちの中には、コマにテーブルトークRPG専用のフィギュア（ミニチュア）を使用することもできる。
欧米ではさまざまなテーブルトークRPGにおいて、そのゲーム専用のフィギュアが販売されている。欧米ではテーブルトークRPGが誕生する以前からミニチュアゲームというものが存在しており、テーブルゲームのための専用のフィギュアを作るメーカーがいくつも存在している。アメリカのゲームであるダンジョンズ・アンド・ドラゴンズの専用のミニチュアシリーズなどは、日本でも輸入販売されている。
安価かつ手軽に使えるコマとして、紙製のコマ（ペーパーフィギュア）の使用を推奨しているゲームもある（迷宮キングダムなど）。ペーパーフィギュアは書籍タイプのルールブックにも付録として付けられるというメリットがある。また、ウェブサイトからPDFファイルなどの型式でペーパーフィギュアの台紙の画像をダウンロードできるサービスを行っているゲームもある。

## マップ
テーブルトークRPGでは、マップ（地図）が使用されることがある。
特にコマ（フィギュア）が使用されるときはマップが同時に用意されることがある。地形やマス目の書かれた紙にプレイヤーキャラクターをあらわすコマを置くことで、キャラクターが現在いる位置を示す。
地図にマス目が必要なのは、ウォー・シミュレーションゲームと同じで距離を知るためである。マス目は正方形（スクエア）ないし正六角形（ヘックス）がある。
このような地図は、ゲームマスターが自作する。マス目に区切られた白紙にペンで地形を書き込むのである。市販されているシナリオの中には、そのシナリオで遭遇する地形の地図が用意されているものもある。プレイヤーがゲームマスターから聞いた情報を元にマップを作ることもあり、マップを作る役割のプレイヤー（あるいはプレイヤーキャラクター）をマッパーと呼ぶ。
「マス目に区切られた白紙」はゲームショップなどでも購入することができるが、正方形ならば市販の方眼紙などで簡単に代用できる。マップの使用が特に重要なゲームの場合は、ルールブックにマス目がついた白紙が付属していて、それをコピーするだけで使えるようになっている。
地形のイラストが印刷されたマス目のついた厚紙が商品として売られていることもある。これらは「ダンジョンタイル」「フロアタイル」「フロアプラン」などと呼ばれている製品で、さまざまな地形の書かれた紙を切り貼りすることで好きな地形マップを作り出すことができるようになっている。
これらのタイルは多くは欧米製であり、日本のメーカーでこのようなものを出しているところは数社しかないが、大きめのゲームショップならば輸入品としてさまざまなタイルが売られている。凝ったものになるとペーパークラフトのように立体的に作れるものもある。もっとも高価なものでは紙ではなく本当の「地形の立体的な模型」になっていて、その模型を組み合わせることでジオラマのように臨場感のある舞台を作り出すことができる。

## その他の道具
机と椅子
机は少なくとも3〜4人で囲める大きさのものが望ましい。机は長脚のものでも座敷机でも構わない。椅子は座敷机ならば不要である。机の中央にはある程度のスペースが必要なことが多いので（プレイヤー全員に提示するための地図、共用されるルールブック、皆でつまめるための飲食物などが置かれる）、長机よりも食卓のようにある程度幅広なものが好まれる。公民館などの公共施設をプレイ会場にしてる場合は、会議用の長机を二台横に並べることで大きめの机の代わりにする例もある。
また、アルシャードなど一部のゲームのルールブックには、ゲームマスターやプレイヤーの座る位置や並び方に推奨が記述されているものもある。
マスタースクリーン
ゲームマスターが、プレイヤーに情報を見られないようにするついたて。内側にチャート類やルールのサマリーが記されているものもある。
電卓、コンピュータ
必須ではないが、計算の複雑なゲームでは電卓やパソコンが使用されることもある。
小型のノートパソコンでプレイヤーキャラクターの全ての能力管理を行うことで、筆記用具を使わないペーパーレス環境を実現しているゲーマーもいる。ゲームマスターが使用する場合は、前記のマスタースクリーンを兼ねる場合もある。
ハンドアウト
ゲームマスターがプレイヤーに対して配布する「今日のシナリオに関係する資料」のこと。シナリオを楽しむにあたっての必要な予備知識や、プレイ中に得る予定になっている情報などを事前に紙に書いておき、必要になったときにそれをプレイヤーに渡す。近年ではシナリオにおけるキャラクターの初期設定が記述された「シナリオハンドアウト」というものも普及してきている。
音楽
ゲーム中に雰囲気作りのために音楽をかけることを好むゲームマスターもいる。テーブルトークRPGのゲーム中にかけるBGMとして特化された商品も存在する。1993年に日本コロムビアから発売された「テーブルファンタジー」というCDアルバムシリーズがそれで、ファンタジーRPGでよくありそうなシチュエーション（戦闘やダンジョン探索など）ごとにそれっぽい雰囲気のBGMを製作し、収録したアルバムである。このシリーズは「戦闘」「城砦」「市街」「旅路」の4つのアルバムが発売された。また、アドバンスド・ダンジョンズ&ドラゴンズのシナリオ集の中には音楽CDが付属でついていたものもある（シナリオ中で語られるNPCのセリフや効果音をCDで収録している）。日本製品ではトーキョーN◎VAのシナリオ集「ナイフエッジ」でこのような試みが行われたことがある。
飲食物
TRPGにおいてお菓子を中心とした飲食は特別な意味を持つことがある。プレイ中の飲食は仲間たちとゲームを楽しむにあたって味覚を楽しませたり会話を弾ませるなど娯楽としての要素を膨らませることができる。深沢美潮の新フォーチュン・クエストリプレイにおいては“必要なもの”としてお菓子や飲み物が明記されている。またソード・ワールドRPGリプレイ『盗賊達の狂詩曲』では、セッション中に、ジュースを買いに行く、カップヌードルを食べたい、などのキャラクターではないプレイヤーとしての発言が記録されている。
飲食物に関する記事はWikipedia項目テーブルトークRPG2008年2月16日 (土) 08:24の版におけるテーブルトークRPGの記事を引用しています。